# Показания Наиры

Наира ас-Сабах во время дачи показаний. Позже выяснилось, что она была дочерью посла Кувейта в США и что её показания не могли быть проверены

Показа́ния Наи́ры (англ. The Nayirah testimony) — лжесвидетельство, которое дала 10 октября 1990 года перед Комиссией по правам человека Конгресса США 15-летняя кувейтская девушка Наира ас-Сабах. Эмоционально, со слезами на глазах она рассказала, что, работая в одной из кувейтских больниц, видела «как вооружённые иракские солдаты ворвались в больницу, выбросили из инкубаторов новорождённых детей и оставили их умирать на холодном полу». Показания Наиры много раз цитировались сенаторами и президентом США Джорджем Бушем, и способствовали росту голосов за поддержку Кувейта вооружённым путём в войне против Ирака (война в Персидском заливе). В 1992 году, после интервенции США в Ирак, выяснилось, что Наира является дочерью кувейтского посла в Соединённых Штатах Сауда Нассера ас-Сауд ас-Сабах (с 1981 года по 1992 год, впоследствии — министра информации с 1992 года по 1998 год, затем — министра нефти Кувейта с 1998 года по 2000 год), а её «показания» были выдуманы американским PR-агентством Hill & Knowlton, нанятым правительством Кувейта, с целью дезинформации и манипуляции общественным мнением. В настоящее время «показания Наиры» считаются классическим примером фальсификации и дезинформации.

## Речь Наиры
Господин председатель и члены комитета, меня зовут Наира, и я только что приехала из Кувейта. Второго августа мы с моей мамой должны были провести мирный летний день в Кувейте. Моя старшая сестра родила 29-го июня ребёнка, и мы хотели побыть с ней.
Я молюсь, чтобы ни у кого из моих одноклассников не было таких летних каникул, как у меня. Когда-то я хотела стать взрослой, и этим летом я быстро повзрослела. То, что произошло с детьми Кувейта и с моей страной, навсегда изменило мою жизнь, изменило жизни всех граждан Кувейта, старых и молодых.
Моя сестра с рождённым всего пять дней назад ребёнком бежала в пустыню в надежде на спасение. В Кувейте нет молока для младенцев. Машина моей сестры застряла в пустыне, и это чудо, что к ней успела прийти помощь из Саудовской Аравии.
Я же решила остаться и хоть как-то помочь своей стране. На второй неделе после вторжения я вызвалась добровольцем в больницу, так же поступили ещё двенадцать женщин. Я была самым молодым волонтёром, другим женщинам было от двадцати до тридцати лет.
Я видела, как иракские солдаты вошли в больницу с оружием в руках. Они вытащили младенцев из инкубаторов, забрали инкубаторы и оставили детей умирать на холодном полу. Это было ужасно. Я не могла не думать о своём племяннике, который родился недоношенным и тоже мог умереть в тот день. Я ушла из больницы и вместе с друзьями стала распространять листовки с осуждением иракского вторжения. Потом нас предупредили, что за такое могут убить, и нам пришлось остановиться.
Иракцы уничтожили всё в Кувейте. Они разграбили продуктовые магазины, аптеки, заводы по производству медикаментов. Они обыскивали дома людей, пытали их соседей и друзей.
Я виделась со своим другом после того, как его пытали. Ему было 22 года, но казалось, что он уже старик. Иракцы окунули его голову в бассейн и держали под водой, пока он почти не задохнулся. Они вырывали ему ногти, били электрическим током чувствительные части тела, о которых не принято говорить. Он выжил чудом.
Если они найдут труп иракского солдата, то все дома поблизости будут сожжены, а пожарных не будут подпускать к огню, пока не останется лишь пепел.
Иракцы насмехались над президентом Бушем и оскорбляли мою семью, когда мы уезжали из Кувейта. Мы сделали это только потому, что жизнь в Кувейте стала невыносимой. Иракцы заставляли нас прятаться, пока они уничтожали нашу страну и государство.
Хочу подчеркнуть, что Кувейт — наша мать, а эмир — наш отец. Мы кричали это с крыш наших домов в Кувейте, пока иракцы не начали стрелять по нам, но мы повторим это снова. Я рада, что мне 15 лет и я достаточно взрослая, чтобы помнить, каким был Кувейт до того, как Саддам Хусейн его разрушил, и достаточно молода, чтобы восстановить его.

Спасибо.